# 固有値分解
線型代数学において固有値分解 (こゆうちぶんかい、英: Eigendecomposition, Eigen Value Decomposition) とは、固有値に着目した行列の分解である。

## 概要
行列 {\displaystyle A\in M_{d}(K)} (K は適当な体) に対して、ある正則行列 {\displaystyle P} と対角行列 {\displaystyle \Lambda } が存在して{\displaystyle A=P\Lambda P^{-1}}と書けて、さらに {\displaystyle \Lambda } の対角成分が {\displaystyle A} の固有値 {\displaystyle \lambda _{1},\dots ,\lambda _{d}} である (すなわち、{\displaystyle \Lambda =\mathop {\mathrm {diag} } (\lambda _{1},\dots ,\lambda _{d})} である) ようなものを {\displaystyle A} の固有値分解という。また、このとき {\displaystyle A} は対角化可能であるという。
一般に行列 {\displaystyle A} は固有値を持つとは限らず、また固有値を持っていたとしてもそれによって固有値分解ができるとは限らない。例えば、行列 {\displaystyle {\bigl (}{\begin{smallmatrix}0&-1\\1&0\end{smallmatrix}}{\bigr )}} は複素数の固有値 {\displaystyle \pm i} しか持たないため、実行列として考えている場合は固有値を持たない。また、行列 {\displaystyle {\bigl (}{\begin{smallmatrix}2&1\\0&2\end{smallmatrix}}{\bigr )}} は固有値を持つが対角化不可能なものの例である。
{\displaystyle d} 次行列 {\displaystyle A\in M_{d}(K)} が対角化可能である必要十分条件は、{\displaystyle A} の固有ベクトルが {\displaystyle K^{d}} の基底をなすこと、すなわち一次独立な {\displaystyle A} の固有ベクトルの {\displaystyle d} 個組 {\displaystyle (v_{1},\dots ,v_{d})} が存在することである。

## 利点・応用
線型代数学において、固有値分解は次のような利点がある：

### 行列の冪計算
行列 {\displaystyle A} が固有値分解 {\textstyle A=P\Lambda P^{-1}} を持つとする。このとき、自然数 {\displaystyle n} に対して {\displaystyle A} の冪 {\displaystyle A^{n}} は
{\displaystyle {\begin{aligned}A^{n}&=(P\Lambda P^{-1})^{n}\\&=(P\Lambda P^{-1})(P\Lambda P^{-1})\cdots (P\Lambda P^{-1})\\&=P\Lambda ^{n}P^{-1}\end{aligned}}}
で表される。{\displaystyle \Lambda } は対角行列であったので、{\displaystyle \Lambda =\mathop {\mathrm {diag} } (\lambda _{1},\dots ,\lambda _{d})} に対して {\displaystyle \Lambda ^{n}=\mathop {\mathrm {diag} } (\lambda _{1}^{n},\dots ,\lambda _{d}^{n})} と計算できる。従って、特に {\displaystyle A} に対して {\displaystyle P} が既知である場合に {\displaystyle A} の冪を簡単に求めることができる。

### 行列の指数
冪計算の応用として、行列の指数関数
{\displaystyle e^{A}\mathrel {:=} \sum _{n=0}^{\infty }{\frac {1}{n!}}A^{n}}
の計算もまた、{\displaystyle A} の固有値分解が既知であれば容易になる。固有値分解 {\textstyle A=P\Lambda P^{-1}} に対して冪計算が {\displaystyle A^{n}=P\Lambda ^{n}P^{-1}}であることと、行列の指数関数の各種性質から、
{\displaystyle {\begin{aligned}e^{A}&=e^{P\Lambda P^{-1}}\\&=Pe^{\Lambda }P^{-1}\\&=P\left(\sum _{x=0}^{\infty }{\frac {1}{n!}}\Lambda ^{n}\right)P^{-1}\\&=P\left({\begin{smallmatrix}e^{\lambda _{1}}&&&\\&e^{\lambda _{2}}&&\\&&\ddots &\\&&&e^{\lambda _{d}}\end{smallmatrix}}\right)P^{-1}\end{aligned}}}
と計算できる。
他にも、様々な工学的応用がある。